# 蔭山弘道
蔭山 弘道（かげやま ひろみち、1967年8月28日 - ）は、日本の元男子バレーボール選手。

## 来歴
千葉県夷隅郡大原町（現・いすみ市）出身。習志野高校在学中に、第16回春の高校バレーでエースとして初優勝に貢献。卒業後は法政大学に進学。法政大学時代の在学中から日本代表に選出され、1988年のソウル五輪に出場。
1989年のワールドカップに出場し卒業後はバレーボールの名門・富士フイルムに入社し、1990年の世界選手権にも出場した。2メートルの長身を武器にエースとして活躍し、第26回日本リーグでは優勝に貢献し、高校、大学、社会人と全て日本一に輝いている。故障やチーム事情もあり、後年はセンタープレーヤーへ転向するも、晩年までチームの主力選手として活躍した。
2000年に現役引退。その後は社業の傍らでフジテレビのFNS春高バレーコーチングキャラバンを始めとするバレーボールの指導・普及活動にも携わっている。
2010年9月に、第118代 鹿児島県の奄美大島観光親善大使に任命された。
2012年に東京ドームスポーツの特別会員に任命された。
2013年からは富士フイルムデジタルプレスで部長を務めている。

## FNS春高バレーコーチングキャラバン
FNS春高バレーコーチングキャラバンには、第1回～第8回、第11回に参加。
- 第1回（静岡市立清水商業高等学校を担当）
- 第2回（秋田県立秋田工業高等学校を担当）
- 第3回（瓊浦高等学校を担当）
- 第4回（岩手県立盛岡第一高等学校を担当）
- 第5回（金光学園高等学校を担当）
- 第6回（鹿児島県立大島高等学校を担当）
- 第7回（大分県立別府鶴見丘高等学校を担当）
- 第8回（北海道恵庭南高等学校を担当）
- 第11回（宮崎第一高等学校を担当）

## 球歴
- 全日本代表 - 1988-1992年
  - オリンピック - 1988年
  - ワールドカップ - 1989年
  - 世界選手権 - 1990年

## 所属チーム
- 習志野高校
- 法政大学
- 富士フイルム（1990-2000年）

## 備考
- 川合俊一とは日本代表、富士フイルムの先輩、後輩の関係であり現在も公私共々に仲が良い。